# Alchemilla sirjaevii
Alchemilla sirjaevii é uma espécie de rosácea do gênero Alchemilla, pertencente à família Rosaceae.